# Microphone piézoélectrique
Un microphone piézoélectrique est un transducteur sonore basé sur la propriété des cristaux piézoélectriques de générer une polarisation électrique à leur surface lorsqu'ils subissent une déformation mécanique. Cette particularité est par ailleurs réversible : excité par une tension électrique, un cristal piézoélectrique se déforme mécaniquement.
Ils ont une bande passante plus réduite que celle des microphones dynamiques ou électrostatiques mais sont adaptés à certaines utilisations spécifiques : hydrophones, transduction de fréquences infrasonores ou ultrasonores, combinés téléphoniques, microphone de contact, capteurs de contact dans les pads de batterie électronique.